# Turzyca palczasta

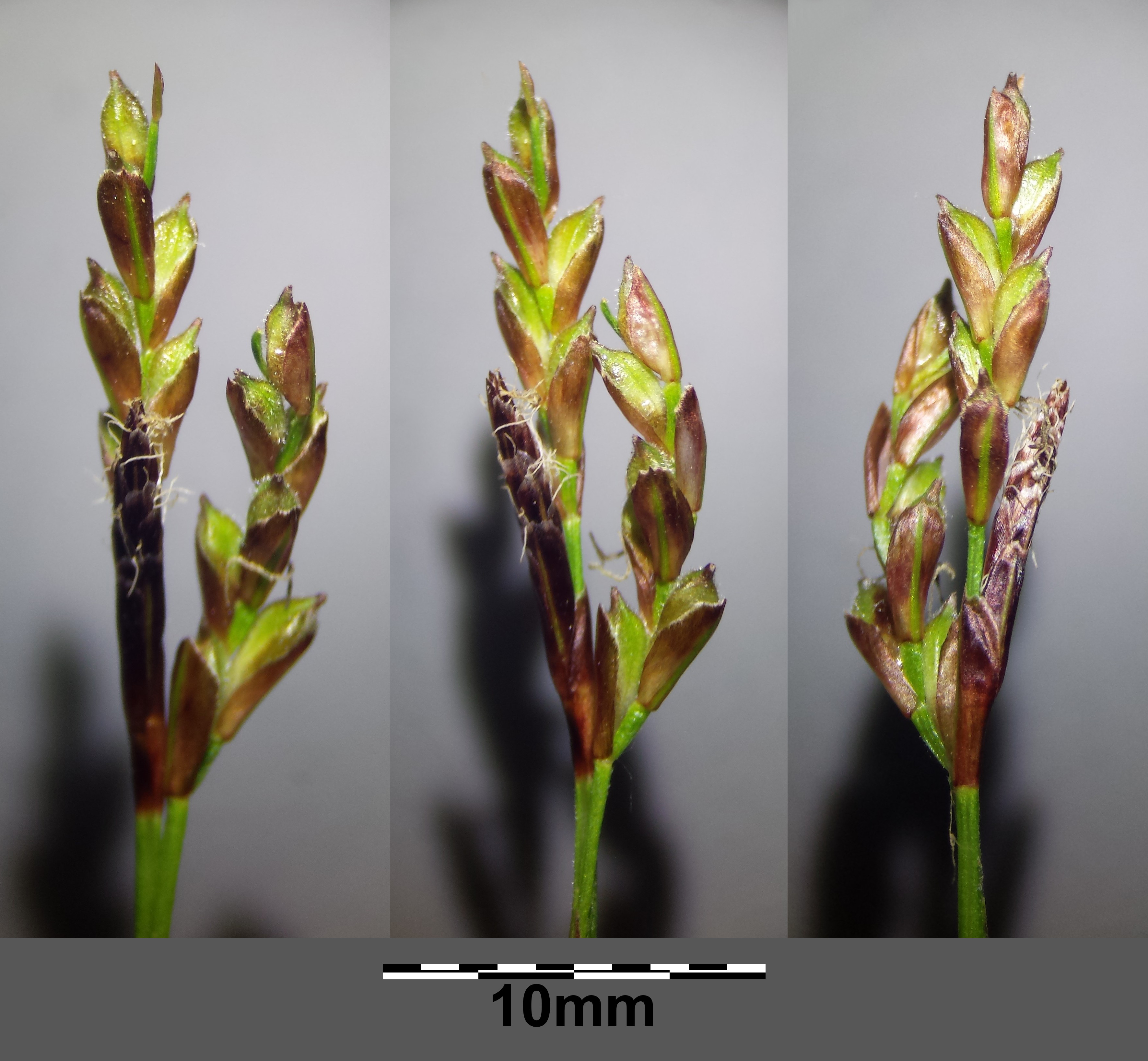
Kwiatostany

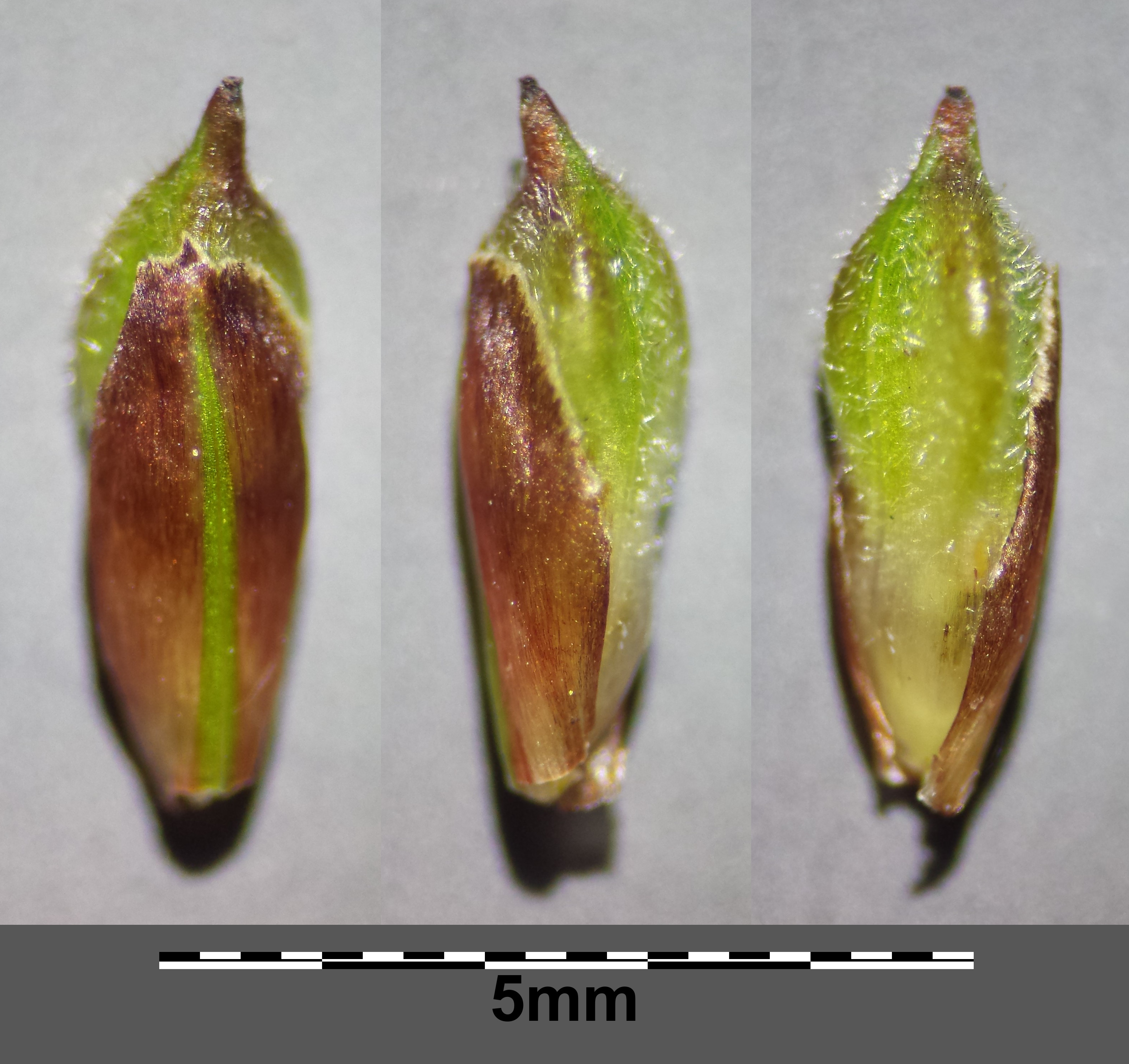
Owoc z przysadką

Turzyca palczasta (Carex digitata L.) – gatunek byliny z rodziny ciborowatych. Obszar występowania obejmuje półkulę północną. W Polsce gatunek dość rozpowszechniony.

## Zasięg występowania
Występuje w całej niemal Europie, Ameryce i na obszarach Azji o klimacie umiarkowanym i zimnym, a także ciepłym. W Polsce jest gatunkiem rozpowszechnionym, występuje na stanowiskach naturalnych na terenie całego kraju. Bywa także uprawiany jako roślina okrywowa. 

## Morfologia
PokrójNiewysoka, żywozielona, roślina kępkowa z rozłogami, o wysokości od 10 do 30 (czasami 40) cm.
ŁodygaOstro trójkanciasta, pokładająca się do wyprostowanej, bezlistna lub z nielicznymi liśćmi bazowymi, 3- lub wielokątna, gładka lub nieco szorstka ku górze w czasie kwitnienia często opadająca pod ciężarem kwiatostanu.
LiścieCiemnozielone, puszyste, miękko układające się. Liście bazowe nieliczne i bardzo krótkie, liście kępowe dłuższe od liści bazowych na niekwitnących pędach. Blaszki liściowe, 2-5 mm szerokości, wiotkie, płaskie, delikatne i szorstkie na brzegach, z pojedynczymi włoskami na spodniej stronie, łagodnie zakończone.
KwiatyZebrane w brunatno-czerwone, palczaste kłosy. Męskie kłosy lancetowate, 8–15 × 1–1,5 mm, pojedyncze, dominujące, poniżej 2-3 kłosy żeńskie, podłużne, 10–25 × 2–3 mm, przynajmniej jeden z nich przewyższa kłos męski. Kwitnie od kwietnia do czerwca.
OwoceOrzeszek.

## Biologia i ekologia
RozwójBylina, autotrof, hemikryptofit (pączki zimujące znajdują się na poziomie ziemi). Kwitnie w okresie od kwietnia do czerwca. Odporna na niesprzyjające warunki, dobrze znosi cień i mrozy, toleruje niedobór światła.
SiedliskoRośnie w lasach i na ich obrzeżach, na wzgórzach oraz przy drogach śródleśnych, na glebach świeżych, zasobniejszych, wilgotnych, alkalicznych. Preferuje stanowiska umiarkowanie zacienione, umiarkowanie chłodne warunki mikroklimatyczne (zwłaszcza w miejscach zacienionych).
FitosocjologiaW klasyfikacji zbiorowisk roślinnych gatunek charakterystyczny (Ch.) dla klasy (Cl.) środkowoeuropejskie lasy liściaste (Querco-Fagetea). Gatunek wyróżniający (D) dla grupy zespołów (GrAss) bory mieszane. Gatunek diagnostycznie wspólny dla zespołów (Ass.): Galio rotundifolii-Piceetum (carpaticum), nawapienna świerczyna górnoreglowa (Polysticho-Piceetum), wyżynny jodłowy bór mieszany (Abietetum polonicum), subborealny wilgotny bór mieszany (Querco-Piceetum), podgórski łęg jesionowy (Carici remotae-Fraxinetum). Gatunek neutralny wobec kontynentalizmu.

## Zmienność
Takson spokrewniony z turzycą bladozieloną (Carex pallidula) znaną w Polsce z kilku stanowisk w pasie wyżyn.

## Nazewnictwo
Nazwa gatunkowa nadana jest ze względu na charakterystycznie, palczaste kłosy. 

## Zastosowanie
Roślina okrywowaw ogrodnictwie bywa wykorzystywana na trawiaste dywany pod drzewami i krzewami. Odpowiednio pielęgnowana tworzy atrakcyjną zieleń pod drzewami w miejscach zacienionych.
Roślina leczniczaW zielarstwie wykorzystywana jest do wykonywania odwarów oraz do okładów i przemywania.
- Surowiec zielarski – surowcem zielarskim jest kłącze, które zawiera krzemionkę, flawony i saponiny.
- Zbiór i suszenie: Ziele należy zbierać do jesieni najlepiej w dni bezdeszczowe i słoneczne. Suszenie po umyciu w piekarniku w temperaturze 50 °C.
- Działanie: przeciwwysiękowe, przeciwzapalne, odtruwające, moczopędne, przeciwkamiczne. Zapobiega odkładaniu się złogów moczowych w układzie moczowym. Wspomaga usuwanie z organizmu szkodliwych i zbędnych produktów przemiany materii. Wzmaga diurezę. Uszczelnia i wzmacnia naczynia krwionośne. Stabilizuje strukturę śródbłonków i błon śluzowych. Przyspiesza gojenie wrzodów i owrzodzeń przewodu pokarmowego.